# Patricia Girardová
Patricia Girardová (* 8. dubna 1968 Pointe-à-Pitre) je bývalá francouzská atletka. Specializovala se na krátké překážkové běhy.

## Sportovní kariéra
Na přelomu 20. a 21. století patřila k předním evropských překážkářkám. Na olympiádě v Atlantě v roce 1996 vybojovala bronzovou medaili v běhu na 100 metrů překážek. Z mistrovství světa má kompletní sbírku medailí ve štafetě na 4 × 100 metrů – v roce 1997 bronzovou, o dva roky později stříbrnou a v roce 2003 zlatou. Dvakrát třetí v běhu na 60 metrů překážek skončila na halovém mistrovství světa – v letech 1993 a 1997. V roce 1996 a 1998 se stala halovou mistryní Evropy v běhu na 60 metrů překážek.